# Evangelina Carrozzo
Evangelina Carrozzo (sinh năm 1981) là một người mẫu, nữ hoàng sắc đẹp và vũ công người Argentina. Cô đã thu hút sự chú ý của quốc tế cho các hành động của mình trong hội nghị thượng đỉnh tổng thống quốc tế được tổ chức vào ngày 12 tháng 5 năm 2006.

## Thời thơ ấu
Evangelina Carrozzo lớn lên ở Gualeguaychú, Entre Ríos, Argentina (một thị trấn giáp với Uruguay).

## 12 tháng 5 sự kiện
Carrozzo đã giành được nữ hoàng khu vực của danh hiệu Guayleguaychú vài tháng trước khi cô tham gia vào cuộc hội ngộ của các Tổng thống quốc tế. Vào thời điểm đó, một cuộc tranh cãi đang nóng lên giữa Argentina và Uruguay khi các nhà máy giấy của Uruguay đã đặt chân đến gần Gualeguaychu, và cư dân Gualeguaychu đang ngày càng mất kiên nhẫn trước tình huống này. Khi nhiều tuần trôi qua, tình hình đã thu hút sự chú ý của quốc tế.
Carrozzo đã tham gia với Greenpeace và hiệp hội này được cho là đã tài trợ cho cô trong chuyến đi đến Vienna, với một tấm thẻ báo chí mang theo. Cô đã có 15 ngày để lên kế hoạch cho hành động của mình.
Carrozzo đã có thể tham gia cuộc họp của Tổng thống bằng cách đóng giả làm phóng viên thời sự. Khi ở trong tòa nhà nơi tổ chức cuộc họp, cô đi vào một góc, bắt đầu cởi quần áo và chạy đến trước mặt các Chủ tịch khi một bức ảnh cả nhóm sắp được chụp. Vào thời điểm bức ảnh được chụp, Carrozzo đã ở trước mặt các Tổng thống, mặc bikini và vẫy một thông điệp chống lại các nhà máy giấy của Uruguay. Cô nhanh chóng được nhân viên an ninh kéo ra khỏi nơi này. Tổng thống Venezuela Hugo Chávez, người mà cô mô tả là "hòa đồng", đã gửi cho cô một nụ hôn gió. 